# Агент (фильм, 1991)
«Аге́нт» (другое русское название — «Ликвида́тор», англ. The Hitman) — американский боевик Аарона Норриса. Премьера состоялась 25 октября 1991 года.

## Сюжет
Во время выполнения операции по задержанию преступников на складе полицейский Клифф Гаррет (Чак Норрис) был ранен своим коррумпированным напарником Делейни (Майкл Паркс), который работает на мафию. Несмотря на тяжёлое ранение Гаррет не погибает, хотя и объявляется официально умершим. Под именем Гроган он внедряется в итальянскую мафиозную организацию Марко Луганни (Эл Уоксмен), чтобы изнутри спровоцировать гангстерскую войну между итальянской, французской и иранской преступными группировками.

## В ролях
- Чак Норрис — Клифф Гаррет / Дэнни Гроган
- Майкл Паркс — Ронни Делейни
- Альберта Уотсон — Кристина де Вера
- Эл Уоксмен[англ.] — Марко Луганни
- Марсель Сабурен — Андре Лакомб
- Салим Грант — Тим Мёрфи
- Кен Поуг — Чемперс

## Критика
Фильм получил смешанные отзывы критиков.